# فيديريكو بيريز
فيديريكو بيريز (بالإسبانية: Federico Pérez Silvera)‏ (23 يناير 1986 بمونتفيدو في الأوروغواي - ) هو لاعب كرة قدم أوروغواني في مركز الدفاع. لعب مع أتلتيكو أتلانتا وإيفرتون دي فينا ديل مار وبنيارول وبيلا فيستا وريفر بليت وClub Plaza Colonia de Deportes ‏ وإنستيتوسيون أتلتيكا سود أمريكا ‏ وClub y Biblioteca Ramón Santamarina ‏.

## وصلات خارجية
- فيديريكو بيريز على موقع قاعدة بيانات كرة القدم.إي يو (الإنجليزية)
- فيديريكو بيريز على موقع Soccerway.com (الإنجليزية)
- فيديريكو بيريز على موقع AS.com (الإسبانية)